# San Silvestro in Capite

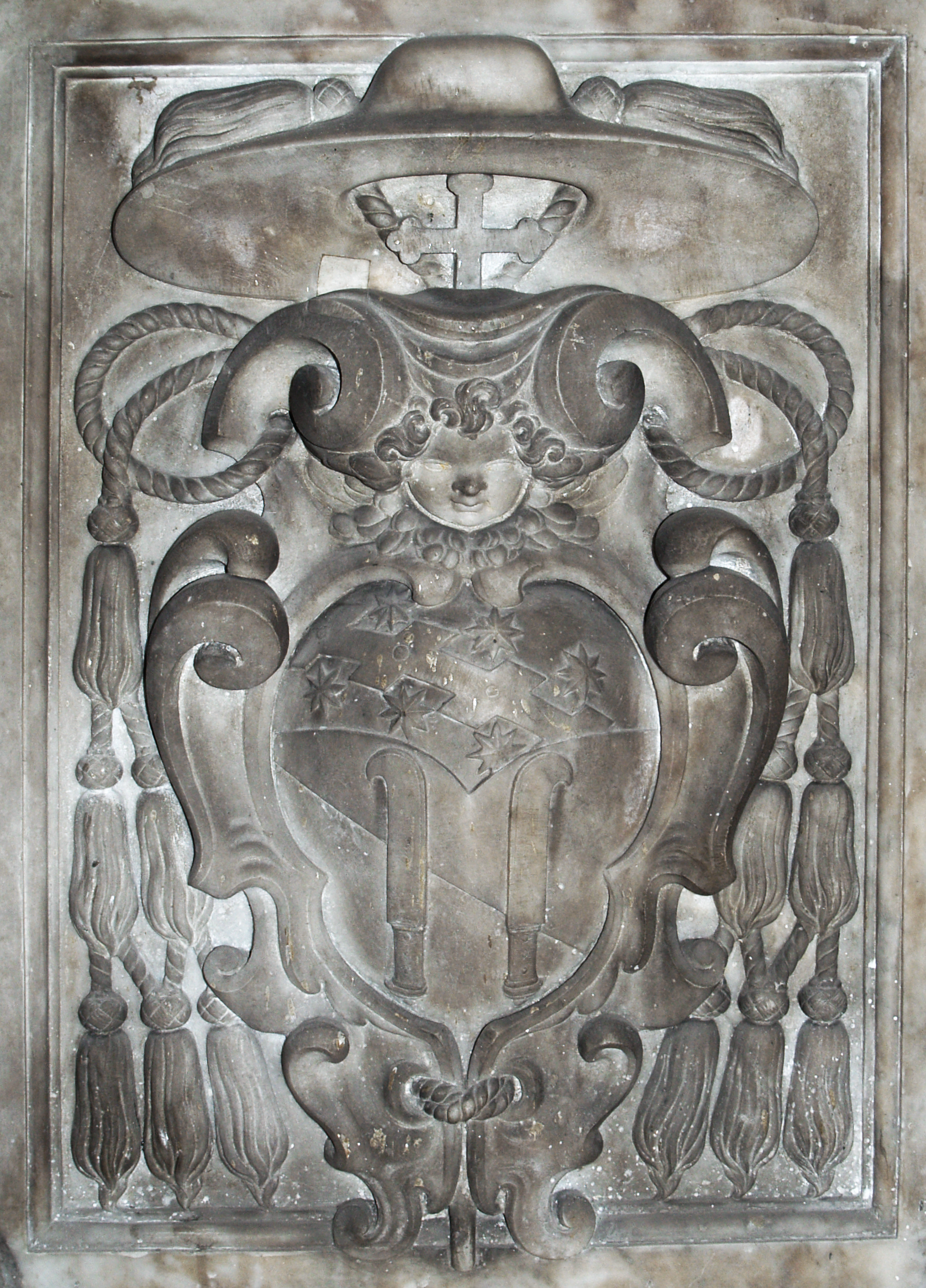
Znak tituláře kardinála Dietrichsteina v boční kapli transeptu kostela

Kostel San Silvestro in Capite je římská bazilika na Piazza San Silvestro, mezi Martovým polem a Kvirinálem, v rione Colonna. Jde o kardinálský titulární kostel.

## Počátky a středověký vývoj
Kostel byl založen okolo roku 760 papežem Pavlem I. Je třeba jej nezaměňovat s kostelem sv. Martina ai Monti, který je rovněž zasvěcen sv. Silvestrovi. Papež Pavel I. také roku 761 svolal biskupský synod, na němž přenesl do Říma a tohoto kostela těla sv. Silvestra a sv. papeže a mučedníka Štěpána. U kostela vznikl v době ikonoklastické krize klášter řeckých mnichů, kteří si s sebou přinesli obraz Krista, který dal podle legendy edesskému králi Abgarovi (obraz edesský) a současně i relikvii hlavy sv. Jana Křtitele. Řecké baziliány však vystřídali benediktinští mniši, kteří zůstali v klášteře až do sklonku 13. století (1285). Na žádost Geronima kard. Pellestriny papež Honorius IV. (1285–1287) povolil, aby se v klášteře mohly usídlit žákyně bl. Margarity Colonny, které dostaly řeholi sv. Kláry. Ty si s sebou přinesly i tělo své zakladatelky.

## Kardinálský titul
Kardinálský titul byl zřízen papežem Lvem X. 6. července 1517, když se výrazně zvýšil počet členů kardinálského sboru. Titul byl označován jako San Silvestro in Campo Martio, San Silvestro inter duos hortos nebo San Silvestro in Cata Pauli.

## Obnova na konci 16. století
Práce na obnově kostela započaly roku 1596 za pontifikátu papeže Klimenta VIII., kdy byl kostel již ve velmi špatném stavu, pravděpodobně za účasti Carla Maderna. Po svém jmenování kardinálem se na jejím provedení a financování aktivně podílel olomoucký biskup František Dietrichstein, který byl titulářem baziliky. Ten také obnovený kostel 13. května 1601 posvětil. V kostele se nacházejí jeho erby, roku 1610 v něm byl pohřben jeho synovec Jan Adam z Dietrichsteina a zachoval se jeho náhrobek.

## Barokní přestavba
Roku 1690 byl kostel přestavěn v barokním slohu architektem Giovanni Antoniem de Rossim a byl vyzdoben cyklem fresek, jejichž autorem jsou Giacinto Brandi a Ludovico Gimignani.
Dnes je kostel v držení komunity irských palotinů.

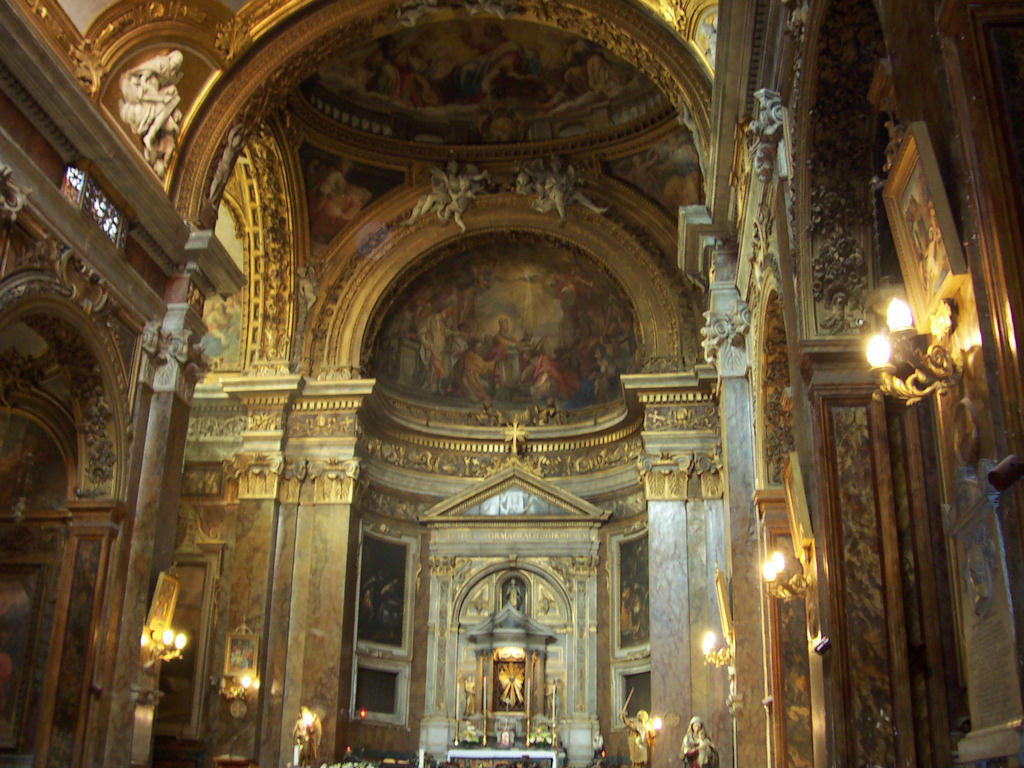
Vnitřek kostela – pohled na hlavní oltář

## Liturgické oslavy v kostele
- Slavnost postní stacionární bohoslužby se slavila ve čtvrtek po 4. neděli postní
- oslava sv. patrona Silvestra 31. 12.
- edeský obraz se slaví o svátcích Epifanie (6.1.) a Proměnění Páně (6.8.), jeho přenesení podle prý již řeckého zvyku slavným procesím s obrazem 15.8. (řecké přenesení obrazu ze Sorie do Konstantinopole)
- 29. 8. Stětí sv. Jana Křtitele s procesím,
- 3.8. svatého Štěpána papeže a muč.,
- 19.6. translace sv. Silvestra: fit processio cum capite.

## Přehled titulářů
- Louis II de Bourbon de Vendôme (1517-1521); in commendam (1521-1533)
- neobsazen (1533-1540)
- Uberto Gambara (1540–1541)
- Tommaso Badia, O.P. (1542–1547)
- neobsazen (1547-1551)
- Fabio Mignanelli (1551-1556)
- Taddeo Gaddi (1557-1561)
- Antoine Perrenot de Granvelle, in commendam (1562-1565)
- Annibale Bozzuti (1565)
- Marco Antonio Bobba (1566–1572)
- neobsazen (1572-1585)
- François de Joyeuse (1585–1587)
- Pierre de Gondi (1588-1594)
- Francisco de Avila (1597-1599)
- František Dietrichstein (1599-1623)
- Melchior Klesl (1623-1624)
- neobsazen (1624–1631)
- Giovanni Battista Maria Pallotta (1631-1652)
- Girolamo Colonna (1652-1653)
- Domingo Pimentel Zúñiga, O.P. (1653)
- Carlo Rossetti (1654-1672)
- Gaspare Carpegna (1672–1689)
- Girolamo Casanate (1689–1700)
- Giovanni Francesco Albani (1700)
- Johannes Philipp von Lamberg (1701-1712)
- Lodovico Pico della Mirandola (1712-1728)
- Prospero Marfoschi (1728-1732)
- Francesco Borghese (1732-1743)
- Vincenzo Bichi (1743)
- Antonio Ruffo (1743-1753)
- Federico Marcello Lante Montefeltro Della Rovere (1753-1759)
- Ferdinando Maria de' Rossi (1759-1767)
- François-Joachim de Pierre de Bernis (1769-1774)
- Innocenzo Conti (1775-1783)
- Giovanni Maria Rimaldini (1787-1789)
- Francesco Carrara (1791-1793)
- Carlo Livizzani Forni (1794-1802)
- Bartolomeo Pacca (1802-1818)
- Antonio Pallotta (1823-1834)
- Luigi Bottiglia Savoulx (1834-1836)
- Costantino Patrizi Naro (1836-1849)
- Jacques-Marie-Adrien-Césaire Mathieu (1852-1875)
- Louis-Marie-Joseph-Eusèbe Caverot (1877-1884)
- neobsazen (1884-1891)
- Vincenzo Vannutelli (1891-1900); in commendam (1900-1916)
- Donato Raffaele Sbarretti Tazza (1916-1928)
- Luigi Lavitrano (1929-1950)
- Valerio Valeri (1953-1963)
- John Carmel Heenan (1965-1975)
- George Basil Hume, O.S.B. (1976-1999)
- Desmond Connell (2001-2017)
- Louis-Marie Ling Mangkhanekhoun (od 2017)